# Milos Perunović

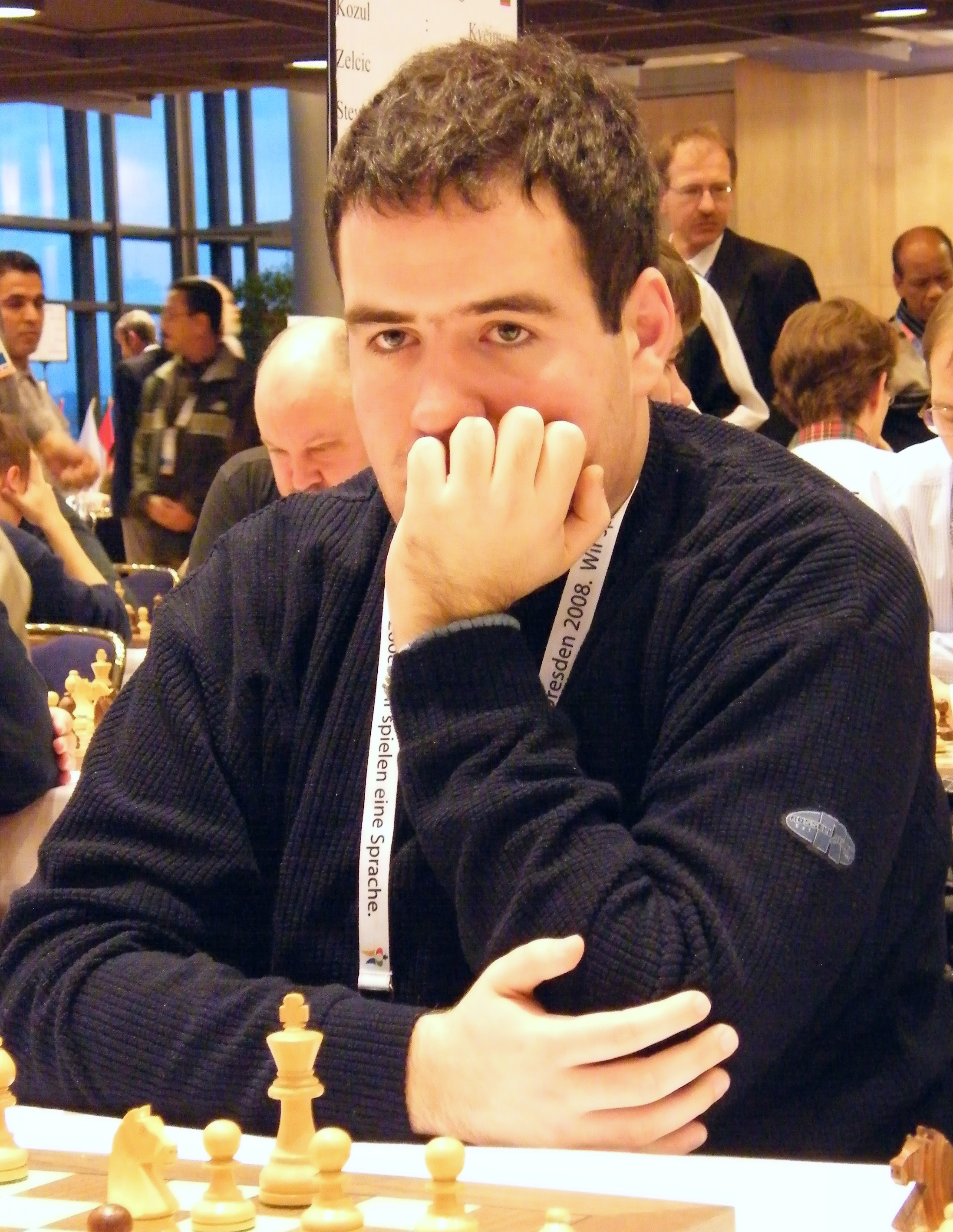
Perunović op de Schaakolympiade 2008

Milos Perunović (Servisch: Милош Перуновић) (Belgrado, 14 januari 1984) is een schaker uit Servië. In 2004 werd hem door de FIDE de grootmeestertitel (GM) toegekend. Hij was nationaal kampioen in 2005 en 2007. Vroeger speelde hij voor Joegoslavië. 

## Individuele resultaten
In april 2005 speelde hij mee in het toernooi om het kampioenschap van Servië-Montenegro en eindigde daar met 9 pt. uit 13 op de eerste plaats. In 2007 won hij het nationaal kampioenschap van Servië. Ook werd hij 3 keer tweede en 3 keer derde op de nationale kampioenschappen.
Op het Europees kampioenschap schaken 2014 eindigde Perunović gedeeld 10e - 23e, waarmee hij zich kwalificeerde voor de Wereldbeker schaken 2015. Hier werd hij in ronde 1 uitgeschakeld door Wang Hao. 
In 2016 werd Perunović gedeeld eerste op het Grenke Chess Open in Karlsruhe (Duitsland), met Matthias Blübaum, Vladimir Fedosejev, Nikita Vitiugov, Ni Hua en Francisco Vallejo Pons; via tiebreak werd hij derde.
In april 2016 was zijn Elo-rating 2641. 
In 2018 werd hij tweede op het blitztoernooi "Chigorin Memorial".

## Resultaten in schaakteams
Perunović nam, spelend aan het eerste bord, in 2001 deel aan het Europees kampioenschap voor landenteams voor spelers tot 18 jaar, voor het team van Servië en Montenegro, dat als derde eindigde.
Perunović nam zeven keer deel aan het Europees schaakkampioenschap voor landenteams: in 2003, 2005, 2009, 2011, 2013, 2015 en 2017.
Perunović vertegenwoordigde zijn land vier keer op een Schaakolympiade: in 2004, 2008, 2012 en 2014.
In 2012 werd hij met het team van de stad Novi Sad derde op het eerste FIDE Wereldkampioenschap voor steden. 

## Boek
- The Modernized Benko Gambit. Thinkers Publishing (2018). ISBN 978-9-49251-021-1